# Comuna de Raniżów
Raniżów (polaco: Gmina Raniżów) é uma gminy (comuna) na Polónia, na voivodia de Subcarpácia e no condado de Kolbuszowski. A sede do condado é a cidade de Raniżów.
De acordo com os censos de 2005, a comuna tem 7292 habitantes, com uma densidade 75,4 hab/km².

## Área
Estende-se por uma área de 96,77 km², incluindo:
- área agricola: 74%
- área florestal: 18%

## Demografia
Dados de 30 de Junho de 2004:
|                      | Total   | Total | Mulheres | Mulheres | Homens  | Homens |
| -------------------- | ------- | ----- | -------- | -------- | ------- | ------ |
|                      | pessoas | %     | pessoas  | %        | pessoas | %      |
| População            | 7199    | 100   | 3491     | 48,5     | 3708    | 51,5   |
| Densidade (pop./km²) | 74,4    | 100   | 36,1     | 36,1     | 38,3    | 38,3   |

De acordo com dados de 2002, o rendimento médio per capita ascendia a 1312,43 zł.

## Subdivisões
- Korczowiska, Mazury, Poręby Wolskie, Posuchy, Raniżów, Staniszewskie, Wola Raniżowska, Zielonka.

## Comunas vizinhas
- Dzikowiec, Głogów Małopolski, Jeżowe, Kamień, Kolbuszowa, Sokołów Małopolski